# 神田屋鞄製作所

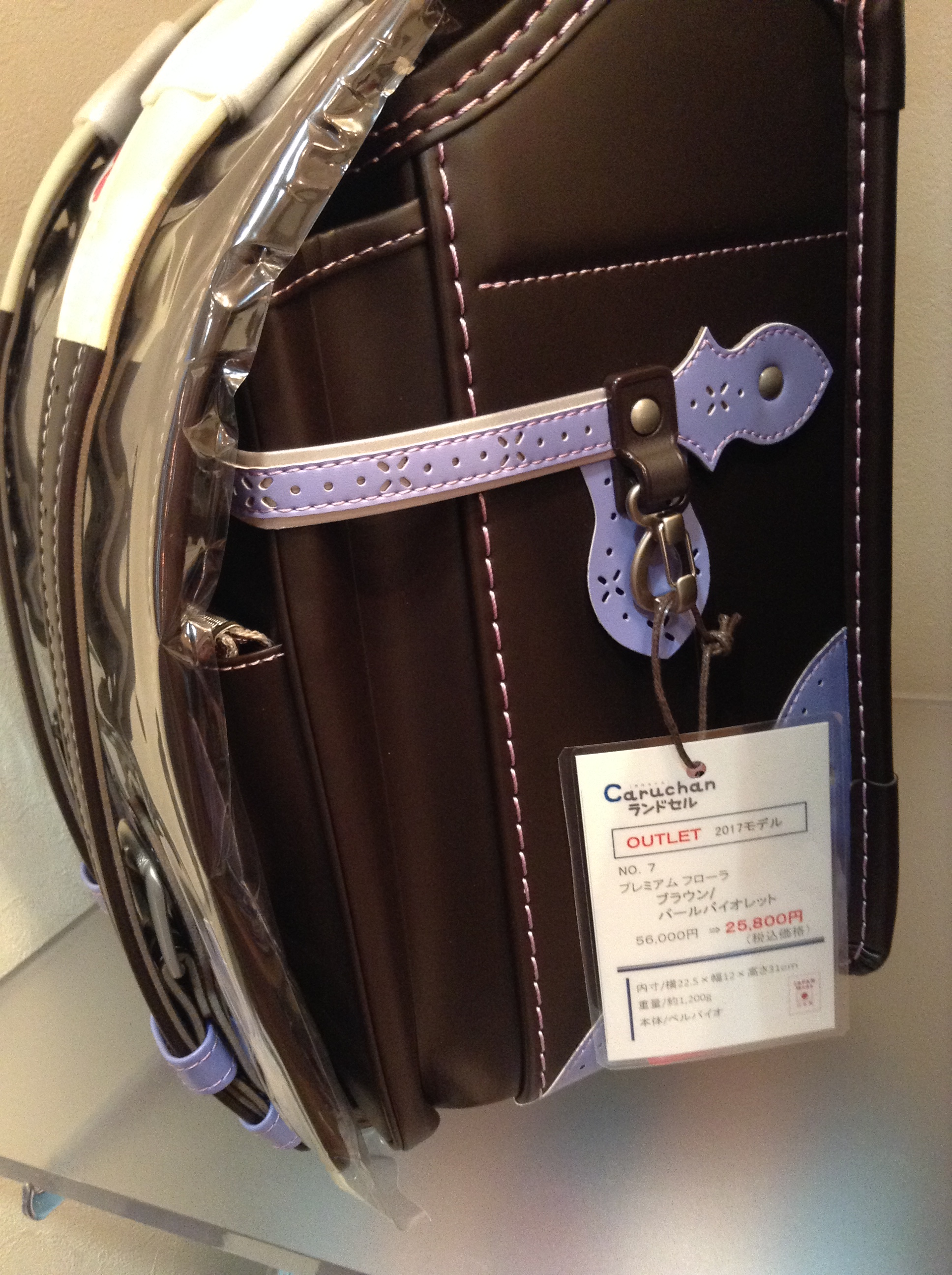
素材に人造皮革のベルバイオを使用したカルちゃんランドセル2017年モデル

株式会社神田屋鞄製作所（かんだやかばんせいさくしょ）は、東京都豊島区池袋にある企業。ランドセルの製作、販売、修理を手がける。日本かばん協会会員。

## 概要
東京都豊島区池袋3丁目64番6号に本拠を置く。社名の「鞄」の字は革偏に「包」（勹に巳ではなく己）の字が正しい。子会社にランドセル販売のカンダヤ販売株式会社があり、「カバンの神田屋」、「ランドセル館」を商号とする。
ランドセル「カルちゃん」で知られる。「カルちゃん」、「K.D.K」（菱形にK.D.Kのマーク）は神田屋鞄製作所の登録商標である。
1925年2月、東京の巣鴨で創業。以来、皮革製の鞄の製造を手がけていたが、戦災で建物を焼失し、1945年4月に池袋へと移転した。1964年に有限会社化し、1967年に株式会社化した。1983年、現在地に移転。1990年に神田屋第2ビル（池袋4-2-2）を建設した。

## 製品・ブランド
- カルちゃんランドセル
  - 1987年商標登録[2]。1993年に放送を開始したテレビコマーシャルにおける「かるーいカルちゃんランドセル」のキャッチコピーで有名[7]。
- オーダーメイドランドセル
  - 2008年取扱開始[2]。

## 事業所
- 株式会社神田屋鞄製作所
  - 所在地：〒171-0014 東京都豊島区池袋3-64-6
  - 営業所：〒171-0014 東京都豊島区池袋2-58-7
  - 店舗：
    - 池袋ランドセル館
    - 横浜ランドセル館
    - 船橋ランドセル館
    - 越谷ランドセル館
    - 立川ランドセル館
- カンダヤ販売株式会社
  - 所在地：〒171-0014 東京都豊島区池袋4-2-2

## 提供番組
- 愛天使伝説ウェディングピーチ（テレビ東京系）
- 朝日放送テレビ制作日曜朝8時30分枠のアニメ（朝日放送テレビ（ABCテレビ）製作・テレビ朝日系）[8]
- 星のカービィ（中部日本放送制作・TBS系）

他多数